# Папанов, Анатолий Дмитриевич
Анато́лий Дми́триевич Папа́нов (31 октября 1922, Вязьма, Смоленская губерния, РСФСР — 5 августа 1987, Москва, СССР) — советский актёр театра, кино и озвучивания, театральный педагог и режиссёр; народный артист СССР (1973), лауреат Государственной премии РСФСР им. братьев Васильевых (1966) и Государственной премии СССР (1989 — посмертно). Участник Великой Отечественной войны.

## Биография

### Происхождение
Анатолий Папанов родился 31 октября (по некоторым данным, 30 октября) 1922 года в Вязьме Смоленской губернии (ныне Смоленская область России). Отец — Дмитрий Филиппович Папанов (1897—1982), русский, был военным, служил в охране железнодорожного узла; мать — Елена Болеславовна Росковская (1901—1973), модистка, уроженка Белоруссии, полька, католичка, тайно принявшая православную веру, чтобы выйти замуж за русского.
Отец будущего актёра участвовал в театральной самодеятельности: играл в труппе, организатором которой был Николай Плотников, а руководителем — бывшая актриса императорских театров Лучезарская (жена командира вяземского гарнизона). К этому времени и относятся первые появления юного актёра на сцене, его (как и сестру), вводили в спектакль, если по сюжету там были нужны дети.
В 1930 году семья переехала в Москву и поселилась на улице Малые Кочки (ныне улица Доватора). Подростком работал в ремонтных мастерских 2-го Московского шарикоподшипникового завода литейщиком. В 17 лет начал заниматься в драматической студии при Доме Культуры завода «Каучук», любительском театральном кружке, которым руководили актёры Театра им. Е. Вахтангова во главе с Василием Кузой — его Папанов считал своим первым учителем.
В 1937 году впервые снялся в кино, сыграв эпизодическую роль рабочего в фильме «Ленин в Октябре». Затем продолжил сниматься в массовках, «много и очень удачно» в фильмах «Суворов», «Минин и Пожарский», «Ленин в 1918 году».

### Великая Отечественная война
В годы Великой Отечественной войны призван 12 августа 1941 года и направлен в 73-й запасной стрелковый полк. В декабре 1941 года курсанты Папанов А. Д. и его друг Рафаевич А. Н. осуждены военным трибуналом на 6 лет за самовольное оставление части, но в январе 1942 года направлены в действующую армию, на фронт. В звании старшего сержанта командовал взводом зенитной артиллерии. 22 марта 1942 года попал в окружение под Харьковом и получил тяжёлое ранение: взрывом ему сильно изуродовало правую ногу и оторвало на ней два пальца. Шесть месяцев провёл в госпитале, в 21 год стал инвалидом третьей группы и первые несколько лет вынужден был ходить с тростью.

### Театр и кино
В 1943 году вернулся в Москву и поступил на второй курс актёрского факультета ГИТИСа, пообещав исправить хромоту. Обучался в мастерской под руководством артистов МХАТа Василия и Марии Орловых. Его однокурсницей была Надежда Каратаева, также участница войны; они поженились в 1945 году, на десятый день после победы советских войск.
11 ноября 1946 года успешно сыграл дипломные спектакли: роль молодого Константина в «Детях Ванюшина» по пьесе Сергея Найдёнова и глубокого старика в комедии Тирсо де Молины «Дон Хиль — Зелёные Штаны». По окончании ГИТИСа получил приглашения и во МХАТ, и в Малый театр, но, не желая расставаться с женой, со всем курсом уехал в Клайпеду, создавать новый театр.
С 1946 по 1948 год выступал в Клайпедском русском драматическом театре, где его первой ролью стал Сергей Тюленин в спектакле «Молодая гвардия» по одноимённому роману Александра Фадеева.
В 1948 году перешёл в Московский Театр сатиры по предложению режиссёра Андрея Гончарова, где играл почти 40 лет, создав 50 образов. Вскоре к нему присоединилась и Каратаева. Некоторые из спектаклей были записаны для телевидения, в их числе «Ревизор», «Гнездо глухаря», «Маленькие комедии большого дома».
Дебют в большой кинороли состоялся в 1961 году — в эксцентрической комедии Эльдара Рязанова «Человек ниоткуда» Папанов сыграл не только основного антагониста Аркадия Крохалёва, но и ещё несколько эпизодических ролей (вождь, спортсмен, актёр), позиционировав себя как блестящего острохарактерного комедийного актёра.
Прорывом в кинокарьере стало приглашение три года спустя режиссёром Александром Столпером на главную роль генерала Серпилина в экранизации романа Константина Симонова «Живые и мёртвые». За неё Папанов был удостоен Государственной премии РСФСР и главного приза на Первом Всесоюзном кинофестивале, а Константин Симонов писал, что в дальнейшем «видел Серпилина именно таким, каким его сыграл Папанов».
После этого его стали часто приглашать режиссёры, причём он был одинаково убедителен и в комических, и в драматических ролях. Всего Папанов участвовал в создании более семидесяти картин. Кроме того с 1960 года, озвучил около ста мультфильмов, включая Волка из мультсериала «Ну, погоди!», ставшего его визитной карточкой. Сам актёр жаловался: «Ко мне с Волком так пристают, что он перегрыз всю мою биографию».
Преподавал в ГИТИСе. Последней ролью в театре стал Гицэ в спектакле «Рыжая кобыла с колокольчиками» по пьесе Иона Друцэ.
За год до смерти как режиссёр поставил спектакль «Последние» по одноимённой пьесе Горького. Будучи верующим человеком, очень хотел завершить постановку молитвой. Чтобы избежать возможных запретов, нашёл радиозапись молитвы в исполнении Фёдора Шаляпина и вставил её в финал.

#### Отзывы о творчестве
В репетиционном зале Театра сатиры я наблюдал, как у Папанова меняется цвет глаз, как черты его лица приобретают явные признаки постороннего человека. С этим знакомы медики, я знаю. После таких репетиций я ощущал себя больным человеком, мне нужен был отдых. Папанов тоже впадал в своеобразную сомнамбулическую прострацию. Я был свидетелем какого-то загадочного биологического процесса, когда мышцы на лице его видоизменяли свою форму, и это была не актёрская мимика, но процесс какого-то глубинного, психического свойства. Возможно, Папанов превращался в гипнотизера, не уступающего восточным феноменам, что заставляют нас видеть несуществующие пальмы и прыгающих по ним райских птиц. Я увидел крайний предел актёрского лицедейства.

Захаров М. А. Контакты на разных уровнях. 2 е изд. М.: Центрполиграф, 2000. 410 с.

### Семья
Жена (брак с 20 мая 1945 года) — Надежда Юрьевна Каратаева (1924—2019), актриса, однокурсница по ГИТИСу. Похоронена рядом с мужем в Москве на Новодевичьем кладбище (участок № 10).
- Дочь — Елена Анатольевна Папанова[19] (род. 1954), окончила ГИТИС (курс Владимира Андреева), бывшая актриса Театра им. М. Ермоловой. Зять — Юрий Титов, окончил ГИТИС, референт в правительстве РФ[20][21].
  - Внучка — Мария Юрьевна (род. 1979), окончила институт стран Азии и Африки, проживает в России и Израиле. Муж — Александр, гражданин Израиля, бизнесмен, работает в сфере торговли[20].
    - Правнук — Игаль[21].

  - Внучка — Надежда Юрьевна (род. 1981), окончила экономический факультет Московского университета печати, экономист[20][21].
    - Правнучка — Анастасия[20][21].
    - Правнук — Дмитрий[20].

В 1967—1987 годах Анатолий Папанов жил на улице Алексея Толсто́го, дом 8.

### Смерть

Памятник А. Д. Папанову на Новодевичьем кладбище, 2010

Скончался 5 августа 1987 года на 65-м году жизни в Москве, вернувшись домой со съёмок картины «Холодное лето пятьдесят третьего…». В это время проходило плановое отключение горячей воды. Страдая от сердечно-сосудистой недостаточности, он стал принимать холодный душ и умер в ванной от сердечного приступа. Тело актёра обнаружили не сразу. Дату смерти установили судмедэксперты, поэтому о его кончине объявили намного позже — 7 августа 1987 года.
Церемония прощания прошла 11 августа 1987 года в Театре сатиры, в тот же день похоронен в Москве на Новодевичьем кладбище (участок № 10).
В 1992 году на его могиле установили памятник, скульптор — Давид Народицкий, архитектор — Юрий Воскресенский.

## Творчество

### Роли в театре

#### Клайпедский драматический театр
- 1948 — «Молодая гвардия» по одноимённому роману А. А. Фадеева — Сергей Тюленин
- 1948 — «Машенька» А. Н. Афиногенова — Леонид Борисович
- 1948 — «За тех, кто в море!» Б. А. Лавренёва — Рекало
- 1948 — «Собака на сене» Л. де Веги — Тристан

#### Театр сатиры
- 1948 — «Вас вызывает Таймыр» А. А. Галича и К. Ф. Исаева; режиссёр: А. А. Гончаров — Ашот Мисьян, матрос
- 1948 — «Женитьба Белугина» А. Н. Островского; режиссёр: А. А. Гончаров — Сыромятов
- 1949 — «Мешок соблазнов» М. Твена; режиссёр: Н. В. Петров — Джек Холидей
- 1949 — «Роковое наследство» Л. Р. Шейнина; режиссёр: Н. В. Петров — Лыжиков
- 1949 — «Кто виноват?» Г. Д. Мдивани; режиссёр: Э. Б. Краснянский — Забелин
- 1949 — «Положение обязывает» Г. Н. Мунблита; режиссёр: А. А. Гончаров — Гржимайло / Лапин
- 1949 — «Лев Гурыч Синичкин» А. М. Бонди (по водевилю Д. Т. Ленского); режиссёр: Э. Б. Краснянский — Пустославцев, Нептун, помощник режиссёра
- 1949 — «Комедия ошибок» У. Шекспира; режиссёр: Э. Б. Краснянский — первый купец
- 1950 — «Свадьба с приданым» Н. М. Дьяконова; постановка: Б. И. Равенских — Муравьёв, Пирогов
- 1951 — «Не ваше дело» В. С. Поляков; режиссёр: В. Н. Плучек — Яков
- 1951 — «Женихи» А. И. Токаева, В. В. Шкваркина; постановка: А. А. Гончаров — Мытыл
- 1952 — «Потерянное письмо» И. Л. Караджале; постановка: Н. В. Петров и В. Н. Плучек — Ионеску
- 1953 — «Страницы минувшего» (вечер русской классической сатиры). «Завтрак у предводителя» И. С. Тургенева; постановка: В. Н. Плучек — Алупкин
- 1953 — «Где эта улица, где этот дом?» В. А. Дыховичного, М. Р. Слободского; режиссёр: Э. Б. Краснянский — завгар
- 1954 — «Судья в ловушке» Г. Филдинга; режиссёр: С. Н. Колосов — констебль
- 1955 — «Последняя сенсация» М. Себастьяна; режиссёр: Э. Б. Краснянский — Бушмен
- 1955 — «Клоп» В. В. Маяковского; постановка: В. Н. Плучек и С. И. Юткевич — шафер, двуполое четвероногое
- 1955 — «Поцелуй феи» З. Е. Гердта, М. Г. Львовского; режиссёр: Э. Б. Краснянский — Синицын
- 1956 — «Жорж де Валера» («Только правда») Ж.-П. Сартра; постановка: В. Н. Плучек — Гобле
- 1957 — «Квадратура круга» В. П. Катаева; постановка: Г. В. Зелинский — Емельян Черноземский
- 1957 — «А был ли Иван Иванович?» Н. Хикмета; постановка: В. Н. Плучек — Иван Иванович
- 1957 — «Мистерия-буфф» В. В. Маяковского; постановка: В. Н. Плучек — англичанин, Вельзевул
- 1957 — «Дамоклов меч» Н. Хикмета; постановка: В. Н. Плучек — боксёр
- 1957 — «Обнажённая со скрипкой» Н. Куарда; постановка: В. Н. Плучек — Фабрис
- 1958 — «Золотой телёнок» по И. Ильфу и Е. Петрову; режиссёр: Э. Б. Краснянский — Корейко
- 1959 — «Памятник себе» С. В. Михалкова; постановка: В. Н. Плучек — Почесухин
- 1960 — «Двенадцать стульев» по И. Ильфу и Е. Петрову; режиссёры: Э. П. Гарин и Х. А. Локшина — Воробьянинов
- 1961 — «Яблоко раздора» М. А. Бирюкова; постановка: В. Н. Плучек — Крячка
- 1962 — «Дом, где разбиваются сердца» Б. Шоу; постановка: В. Н. Плучек — Манган
- 1963 — «Гурий Львович Синичкин» В. А. Дыховичного, М. Р. Слободского, В. З. Масса, М. А. Червинского; постановка: Д. В. Тункель — полотёр
- 1966 — «Тёркин на том свете» А. Т. Твардовского; постановка: В. Н. Плучек — Василий Тёркин
- 1967 — «Интервенция» Л. И. Славина; постановка: В. Н. Плучека — Бродский
- 1967 — «Доходное место» А. Н. Островского; постановка: М. А. Захаров — Юсов
- 1968 — «Банкет» А. М. Арканова и Г. И. Горина; режиссёр: М. А. Захаров — Яблоков
- 1968 — «Последний парад» А. П. Штейна; постановка: В. Н. Плучек — Снежин
- 1970 — «У времени в плену» А. П. Штейна; постановка: В. Н. Плучек — Сысоев
- 1972 — «Ревизор» Н. В. Гоголя; постановка: В. Н. Плучек — Антон Антонович Сквозник-Дмухановский
- 1972 — «Таблетку под язык» А. Макаёнка; постановка: В. Н. Плучек — дед Цыбулька
- 1973 — «Маленькие комедии большого дома» А. М. Арканова и Г. И. Горина; постановка: В. Н. Плучек, А. А. Миронов и А. А. Ширвиндт — Шубин
- 1974 — «Клоп» В. В. Маяковского; постановка: В. Н. Плучек и С. И. Юткевич (1955 год). Сценическая редакция 1974 года В. Н. Плучека — шафер
- 1975 — «Ремонт» М. М. Рощина; постановка: В. Н. Плучек — Макарыч
- 1976 — «Горе от ума» А. С. Грибоедова; постановка: В. Н. Плучек — Фамусов
- 1977 — «Бег» М. А. Булгакова; постановка: В. Н. Плучек — Хлудов
- 1980 — «Гнездо глухаря» В. С. Розова; постановка: В. Н. Плучек — Судаков
- 1982 — «Концерт для театра с оркестром» Г. И. Горина и А. А. Ширвиндта; постановка: А. А. Ширвиндт — пожарник
- 1984 — «Вишнёвый сад» А. П. Чехова; постановка: В. Н. Плучек — Гаев
- 1985 — «Родненькие мои» А. С. Смирнова; постановка: В. Н. Плучек — тесть
- 1986 — «Рыжая кобыла с колокольчиком» И. П. Друцэ; постановка: В. Н. Плучек — Гицэ

### Постановки в театре

#### Театр сатиры
- 1987 — «Последние» М. Горького.

### Фильмография
- 1937 — Ленин в Октябре — рабочий (нет в титрах)
- 1939 — Ленин в 1918 году — матрос (нет в титрах)
- 1939 — Степан Разин — эпизод (нет в титрах)
- 1939 — Минин и Пожарский — крестьянский мальчик (нет в титрах)
- 1939 — Подкидыш — прохожий (нет в титрах)
- 1939 — Суворов — солдат (нет в титрах)
- 1952 — Ревизор — чиновник (нет в титрах)
- 1952 — Композитор Глинка — адъютант Великого князя
- 1961 — Совершенно серьёзно (киноальманах) (новелла «Как создавался Робинзон») — редактор журнала «Приключенческое дело»
- 1961 — Человек идёт за солнцем — управдом
- 1961 — Человек ниоткуда — Аркадий Сергеевич Крохалёв и ему подобные (вождь племени тапи, актёр театра трагикомедии, спортсмен-дебошир)
- 1961 — Казаки — хорунжий
- 1962 — Яблоко раздора — Крячка
- 1962 — Бей, барабан! — поэт Безлошадных
- 1962 — Ход конём — Фонарёв, председатель колхоза
- 1963 — Порожний рейс — Аким Севостьянович, директор леспромхоза
- 1963 — Приходите завтра… — Николай Васильевич, скульптор (озвучивал Евгений Ташков)
- 1963 — Стёжки-дорожки — начальник отделения милиции
- 1963 — Короткие истории — телемастер, умелец
- 1964 — Дайте жалобную книгу — Василий Васильевич Кутайцев, зам. директора ресторана «Одуванчик»
- 1964 — Родная кровь — бывший муж Сони
- 1964 — Живые и мёртвые — комбриг Фёдор Фёдорович Серпилин
- 1964 — Зелёный огонёк — Жмуркин
- 1965 — Дети Дон Кихота — Пётр Бондаренко, акушер-гинеколог
- 1965 — Наш дом — Иванов-отец
- 1965 — Иду на грозу — Аникеев
- 1965 — Мать и мачеха — Филипп
- 1966 — Весёлые расплюевские дни — Максим Вараввин / Полутатаринов
- 1966 — Берегись автомобиля — Семён Васильевич, тесть Семицветова
- 1966 — В городе С. — Дмитрий Ионович Старцев (Ионыч)
- 1967 — Возмездие — Фёдор Фёдорович Серпилин
- 1967—1969 — Штрихи к портрету В. И. Ленина (фильм № 1 «Поимённое голосование») — Давид Рязанов
- 1968 — Семь стариков и одна девушка — юрисконсульт
- 1968 — Виринея — Магара
- 1968 — Служили два товарища — командир полка
- 1968 — Бриллиантовая рука — Лёлик, друг и сообщник Геши, контрабандист
- 1968 — Золотой телёнок — Васисуалий Лоханкин (роль вырезана при монтаже)
- 1968 — В тринадцатом часу ночи — Овинный
- 1969 — Адъютант его превосходительства — атаман Ангел
- 1969 — Вчера, сегодня и всегда — тётушка Бетти
- 1969 — Семейное счастье (киноальманах) (новелла «Предложение») — Чубуков
- 1970 — Белорусский вокзал — Николай Иванович Дубинский
- 1970 — В тридевятом царстве… — собачий магнат
- 1970 — Сохранившие огонь — Крутов
- 1970 — Любовь Яровая — Горностаев
- 1971 — Вся королевская рать — Бёрден-старший
- 1971 — Джентльмены удачи — шахматист в гостинице
- 1971 — Разрешите взлёт! — Сахно
- 1972 — Ход белой королевы — отец Наташи
- 1973 — Дача — Павлик
- 1973 — Дела сердечные — Борис Иванович
- 1973 — Плохой хороший человек — Самойленко
- 1974 — День приёма по личным вопросам — Иванов
- 1974 — Одиножды один — Ваня Каретников
- 1975 — Страх высоты — Мазин
- 1975 — Одиннадцать надежд — Воронцов
- 1976 — 12 стульев — Ипполит Матвеевич (Киса) Воробьянинов
- 1976 — Мама, я жив — Лопаткин
- 1977 — По семейным обстоятельствам — пенсионер-нянька
- 1977 — Инкогнито из Петербурга — городничий А. А. Сквозник-Дмухановский
- 1978 — Всё решает мгновение — Матвей Захарович, дед Нади
- 1978 — Любовь моя, печаль моя — звездочёт
- 1979 — Инженер Графтио — Генрих Графтио
- 1979 — Пена — Махонин
- 1981 — Любовь моя вечная — Михаил Петрович Зубов
- 1982 — Иван — Иван
- 1982 — Отцы и деды — Алексей (Алёша) Павлович Луков-старший, отец Паши, дедушка Алёши, друг детства и коллега Семена Ильича
- 1983 — Комический любовник, или Любовные затеи сэра Джона Фальстафа — Джон Фальстаф
- 1984 — Время желаний — Владимир Дмитриевич
- 1987 — Гнездо глухаря (фильм-спектакль) — Степан Алексеевич Судаков
- 1987 — Холодное лето пятьдесят третьего… — Николай Павлович Старобогатов («Копалыч») (последняя роль в кино, озвучивание — Игорь Ефимов)

### Телеспектакли
- 1959 — «Обнажённая со скрипкой» — Фабрис
- 1962 — «Наследники Рабурдэна» — Шaпюзo
- 1966 — «Лабиринт» — бродяга
- 1969 — «Швейк во Второй мировой войне» — Адольф Гитлер
- 1971 — «Офицер флота» — Белобров
- 1974 — «Маленькие комедии большого дома» — Николай Степанович
- 1975 — «Дом, где разбиваются сердца» — Манган
- 1976 — «Ну, публика!» — Макар Тарасыч Пешкин
- 1978 — «Таблетку под язык» — дед Цибулька
- 1980 — «У времени в плену» — Сысоев
- 1982 — «Ревизор» — городничий А. А. Сквозник-Дмухановский
- 1987 — «Гнездо глухаря» — Степан Алексеевич Судаков

### Озвучивание мультфильмов
- 1960 — Машенька и медведь — медведь
- 1960 — Про козла — волк-вожак
- 1961 — Ключ — голова Змея Горыныча
- 1961 — Мультипликационный Крокодил, 5-я серия — тунеядец
- 1961 — Муравьишка-хвастунишка — старый муравей
- 1961 — Фунтик и огурцы — огородный сторож
- 1962 — Зелёный змий — Зелёный змий
- 1962 — Только не сейчас — дворник Иван / Робот Электронович Полупроводников  (в титрах не указан)
- 1963 — Бабушкин козлик — волк
- 1963 — Как котёнку построили дом — бульдозер (в титрах не указан)
- 1963 — Хочу быть отважным — тигр-сосед
- 1964 — Жизнь и страдания Ивана Семёнова — врач
- 1964 — Кот-рыболов — медведь
- 1964 — Кто виноват? — электрическая пробка
- 1964 — Кто поедет на выставку? — игрушечное пугало
- 1964 — Лягушонок ищет папу — крокодил
- 1964 — Фитиль (эпизод № 27 «Вдвое больше») — волк
- 1964 — Фитиль (эпизод № 29 «Роковая ошибка») — тигр
- 1965 — Ваше здоровье — парень / Здоровье
- 1965 — Пастушка и трубочист — козлоног
- 1965 — Портрет — Осёл
- 1965 — Приключения запятой и точки — Клякса-атаман
- 1965 — Рикки-Тикки-Тави — Наг
- 1965 — Чьи в лесу шишки? — Волк
- 1966 — Зайдите, пожалуйста! — Пожарный
- 1966 — Происхождение вида — Первый человек
- 1966 — Про злую мачеху — ведущий Петрушка
- 1966 — Хвосты — Волк
- 1967 — Кузнец-колдун — Гасту Одноглазый
- 1967 — Легенда о злом великане — Великан
- 1967 — Маугли — тигр Шер-Хан
- 1967 — Машинка времени — Хулиган
- 1967 — Межа — Змей Горыныч
- 1967 — Ну и Рыжик! — Полкан
- 1967 — Паровозик из Ромашкова — Репродуктор
- 1967 — Раз, два — дружно! — хромоногий волк
- 1967 — Слонёнок — Крокодил
- 1967 — Честное крокодильское — Вулкан
- 1967 — Франтишек — Мороз
- 1967 — Фитиль (эпизод № 61 «Зайкины рога») — волк
- 1967 — Фитиль (эпизод № 64 «Эврика») — мастер
- 1968 — Орлёнок — житель деревни
- 1968 — Козлёнок, который считал до десяти — капитан Гусь
- 1968 — Комедиант — стражник
- 1968 — Кот в сапогах — людоед
- 1968 — Осторожно, щука! — рак
- 1968 — Русалочка — экскурсовод
- 1968 — Самый большой друг — крокодил
- 1968 — Чуня — пёс
- 1968 — Фитиль (эпизод № 68 «Место под солнцем») — человек-завистник
- 1968 — Фитиль (эпизод № 75 «Звание-сила») — Барбос
- 1969 — В стране невыученных уроков — землекопы / белый медведь
- 1969 — Капризная принцесса — король / толстый жених
- 1969 — Золотой мальчик — разбойник / медведь
- 1969 — Лиса, медведь и мотоцикл с коляской — медведь
- 1969 — Мы ищем кляксу — дворник дядя Федя
- 1969—1993 — Ну, погоди! (выпуски 1-9, 11-18) — Волк
- 1969 — Обогнал… — водитель
- 1969 — Солнечное зёрнышко — осьминог
- 1969 — Украденный месяц — диктор
- 1969 — Фитиль (эпизод № 86 «Райское место») — директор пляжа / чёрт
- 1969 — Фитиль (эпизод № 90 «Совесть заела») — волк
- 1970 — Паучок Ананси — царь-тигр Усатый-Полосатый Тринадцатый
- 1970 — Бобры идут по следу — рак / олень
- 1970 — Лесная хроника — волк
- 1970 — Мой друг Мартын — парень с букетом
- 1970 — Обезьяна с острова Саругасима — дракон
- 1970 — Отважный Робин Гуд — шериф Ноттингемский
- 1970 — Сказка сказывается — королевич
- 1970 — Фитиль (эпизод № 97 «По собственному желанию») — начальник
- 1970 — Фитиль (эпизод № 100 «Безответственный ответственный») — начальник
- 1971 — Алло! Вас слышу! — все персонажи
- 1971 — Как ослик счастье искал — гусь
- 1971 — Лабиринт. Подвиги Тесея — Прокруст
- 1971 — Лошарик — тигр (в титрах не указан)
- 1971 — Фитиль (эпизод № 105 «Себе дороже») — председатель
- 1971 — Фитиль (эпизод № 111 «Личный пример») — папа Виктора
- 1971 — Фитиль (эпизод № 112 «Болтун-„активист“») — главный герой
- 1971 — Чужие следы — волк
- 1972 — Заветная мечта — дедушка Осёл
- 1972 — Коля, Оля и Архимед — римский центурион
- 1972 — Куда летишь, Витар? — птицелов Бенкан
- 1972 — Фока — на все руки дока — царь Балдей
- 1972 — Фитиль (эпизод № 117 «Грабеж среди белого дня») — мастер
- 1973 — Весёлая карусель. Небылицы в лицах — Никодим
- 1973 — Про Петрушку — отец Петрушки (в титрах не указан)
- 1973 — Часы с кукушкой — лев
- 1973 — Фитиль (эпизод № 132 «Помехи в цехе») — один из рабочих
- 1974 — Мешок яблок — волк
- 1974 — Молодильные яблоки — Серый волк
- 1975 — Уступите мне дорогу — крыс Кры
- 1976 — Волшебная камера — Волк
- 1976 — Голубой слонёнок — Верблюд (в титрах не указан)
- 1976 — Как Алдар-Косе перехитрил тигра — тигр
- 1976 — Фитиль (эпизод № 164 «Утраченные грёзы») — директор завода
- 1976 — Фитиль (эпизод № 175 «Фальшивый мотив») — Волк
- 1977 — Как грибы с горохом воевали — царь Боровик / купец Дубовик
- 1977 — Фитиль (эпизод № 182 «Руками не трогать») — Волк
- 1977 — Фитиль (эпизод № 183 «Удивительные башмачки») — Волк
- 1977 — Ходжа Насреддин — Бай
- 1978 — Барс лесных дорог — уж
- 1978 — Дед Мороз и серый волк — волк
- 1978 — Подарок для самого слабого — лев
- 1978 — Фитиль (эпизод № 193 «Тяжёлый случай») — начальник
- 1978 — Чудеса среди бела дня — водитель автобуса
- 1979 — Летучий корабль — Водяной
- 1979 — Фитиль (эпизод № 201 «Шапка-невидимка») — начальник
- 1979 — Фитиль (эпизод № 206 «Запрещённый приём») — Волк
- 1980 — Мореплавание Солнышкина — капитан «Плавали-Знаем»
- 1980 — Фитиль (эпизод № 214 «Сапоги-скороходы») — начальник
- 1981 — Так сойдёт! — Барсук
- 1981 — До свидания, овраг — пёс Джонатан (в титрах не указан)
- 1982 — Травяная западёнка — приказчик Яков
- 1983 — Волчище — серый хвостище — волчище
- 1984 — Медведь — липовая нога — волк
- 1985 — Фитиль (эпизод № 273 «Звонарь») — Семён Кузьмич, начальник
- 1986 — Трое на острове — одноглазый пират (в титрах не указан)

### Аудиопостановки
- 1950 — Мдивани Г. Д. «Кто виноват», Забелин. Радиоверсия спектакля Московского театра сатиры по одноимённой пьесе.
- 1954 — Филдинг Г. «Судья в ловушке», Стафф. Радиоверсия спектакля Московского театра сатиры, по пьесе «Политик из кофейни, или Судья в ловушке».
- 1957 — Касумов И. А., Сейдбейли Г. М. «На дальних берегах», полковник. Аудиоинсценировка Сергея Богомазова по мотивам одноимённой повести.
- 1958 — Мольер Ж.-Б. «Плутни Скапена», Сильвестр, слуга Октава. (аудиокнига)
- 1959 — Митчелл Р. «Жена за полкроны», Хью Парри. Постановка Маргариты Микаэлян. (аудиокнига)
- 1961 — Грин А. С. «Алые паруса», Угольщик (аудиокнига)
- 1964 — Копосов В. А. «За горизонтом», Кирилл Васильевич. Радиопостановка Всесоюзного радио по одноимённому рассказу.
- 1965 — Баум Л. Ф., Волков А. М. «Волшебник Изумрудного города», Железный дровосек. Аудиоинсценировка Евгения Фридмана по мотивам сказки Ф. Баума и книги А. Волкова. «Мелодия» 1965 г.
- 1968 — Вейцлер А. Л. «Февральский ветер», начальник тюрьмы. Радиопостановка Всесоюзного радио по одноимённой пьесе.
- 1968 — Славин Л. И. «Интервенция», Бродский. Радиоверсия спектакля Московского театра сатиры по одноимённой пьесе.
- 1970 — Киргизская народная сказка «Старик и Великан», Великан. Аудиоинсценировка Георгия Синельникова по одноимённой сказке. «Мелодия» 1971 г.
- 1970 — Чернышёва З. В. «Афанасий Никитин», Мамырьев. (аудиокнига)
- 1970 — Шапиро Ф. Б., Пляцковский М. С. «Как попугай Лори стал разноцветным», Какаду. Аудиоинсценировка.
- 1971 — Успенский Э. Н. Радиопередача «Радионяня» 1971 г., № 1, Волк. Премьера 1 января 1972 г.
- 1971 — Штанько В. Н. «Уроки игры на скрипке» (аудиокнига)
- 1971 — Стивинсон Р. Л. «Остров сокровищ», Билли Бонс. Аудиоинсценировка Василия Сечина по мотивам одноимённого произведения. «Мелодия» 1972 г.
- 1973 — Журнал «Кругозор», 1974 г., № 7 (124), звуковая страница 9, грампластинка Г92-04139, Г92-04151, «Песенки крокодила Гены и других героев мультфильмов. Рассказывает Клара Румянова», Волк.
- 1973 — Штанько В. Н. «Пока не поздно», отец. Аудиоинсценировка Маргариты Микаэлян по одноимённой пьесе.
- 1974 — Алексин А. Г. «Поздний ребёнок», отец (аудиокнига). «Мелодия» 1977 г.
- 1974 — Киселёв В. Л. «Девочка и птицелёт», Богдан Осипович. Постановка Николая Александровича. (аудиокнига)
- 1974 — Распе Р. Э., Бюргер Г. А. «Самый правдивый человек на свете», Герцог. Аудиоинсценировка Бориса Тираспольского по мотивам произведения «Удивительные приключения, путешествия и военные подвиги барона Мюнхгаузена». «Мелодия» 1975 г.
- 1974 — Яхнин Л. Л. «Площадь картонных часов», разбойник Крага. Аудиоинсценировка Бориса Тираспольского по одноимённой сказке. «Мелодия» 1974 г.
- 1975 — Твен М. «Янки при дворе короля Артура», Хэнк Морган. Аудиоинсценировка Игоря Власова по роману «Янки из Коннектикута при дворе короля Артура».
- 1976 — Толстой А. Н. «Невероятные приключения Буратино и его друзей», Карабас-Барабас, речь. Аудиоинсценировка Ларисы Закашанской по фильму 1975 года «Приключения Буратино». «Мелодия» 1978 г.
- 1976 — Чехов А. П. «Налим» (аудиокнига)
- 1976 — Яковлев Ю. Я. «Лев ушёл из дома», Лев. Аудиоинсценировка Михаила Айзенберга по одноимённой повести. «Мелодия» 1978 г.
- 1978 — Васильев Ю. В. «Капитаны остаются на корабле», Строганов. Аудиоинсценировка Марии Поповой по одноимённой повести.
- 1979 — Тувим Ю. «Городской проказник» (аудиокнига)
- 1980 — Гоголь Н. В. «Иван Фёдорович Шпонька и его тётушка» (аудиокнига)
- 1982 — Гоголь Н. В. «Заколдованное место» (аудиокнига)
- 1982 — Чехов А. П. «В потёмках» (аудиокнига)
- 1983 — О. Генри. «Пимиентские блинчики» (аудиокнига)
- 1983 — Штейн А. П. «У времени в плену», Сысоев. Радиоверсия спектакля Московского театра сатиры по одноимённой пьесе.
- 1985 — Крылов И. А. Сборник из 16 басен. (аудиокнига)

### Архивные записи
- 1967 — Анатолий Папанов. Интервью для телепрограммы «Время» в рубрике «В гостях у любимых актёров». Телеэфир от 02.01.1968.
- 1970 — Киножурнал «Советское кино» 1971 г., № 24, часть 5 «Для взрослых и детей».
- 1973 — Анатолий Папанов и Клара Румянова озвучивают мультфильм «Ну, погоди!», выпуск 8.
- 1975 — Фильм «Встреча с Анатолием Папановым» из рубрики «Это было недавно, это было давно», в двух частях[23]. Звуковая дорожка фильма также выпускалась в формате радиопередачи «Анатолий Папанов. Мемуары».
- 1980 — Телепередача «Вокруг смеха», выпуск 8. Телепремьера 17.07.1980.
- 1983 — Телепередача «Утренняя почта» 1983 г., № 10 «Зоопарк», «Песенка о моржах».
- 1985 — Телепередача «Утренняя почта» 1985 г., № 2 «Пародии на популярные телепередачи», песня «Сказка»[24].

## Награды и звания
Государственные награды:
- Заслуженный артист РСФСР (30.09.1958)
- Государственная премия РСФСР имени братьев Васильевых (1966) — за роль Серпилина в фильме «Живые и мёртвые» (1963)
- Народный артист РСФСР (17.11.1966)
- Народный артист СССР (5.10.1973)
- орден Отечественной войны II степени (1975)
- орден Трудового Красного Знамени (1981)
- орден Отечественной войны I степени (1985)
- орден Октябрьской Революции (1986)
- Государственная премия СССР (1989 — посмертно) — за роль Копалыча (Николая Павловича Старобогатова) в фильме «Холодное лето пятьдесят третьего…» (1987)

Другие награды, поощрения и общественное признание:
- Лауреат Всесоюзного кинофестиваля в номинации «Призы актёрам» за образы, созданные в фильмах «Живые и мертвые», «Родная кровь», «Приходите завтра» (Ленинград, 1964)
- Почётный гражданин Вяземского района (2013)[25].

## Память
- 1966 — Фильм «Анатолий Папанов. „Мастера искусств“»
- 1990 — Фильм «Анатолий Папанов. „Голос памяти“»
- 2002 — Фильм «Пёстрая лента. 100 лиц Анатолия Папанова». Телепремьера 02.06.2002.
- 2006 — Фильм «Неоконченная война Анатолия Папанова» («Россия»)[26]
- 2006 — Фильм «Анатолий Папанов. „Обратная сторона славы“» («Первый канал»)[27]
- 2007 — Фильм «Анатолий Папанов. „Так хочется пожить…“» («ТВ Центр»)[28]
- 2007 — Фильм «Анатолий Папанов. „Острова“» («Культура»)[11]
- 2008 — Телепередача из цикла «Браво, артист!» Анатолий Папанов. (ТВ Центр)
- 2010 — Фильм «Анатолий Папанов. „Как уходили кумиры“». Телепремьера 08.08.2010 («Спутник»)
- 2010 — Фильм «Анатолий Папанов. „Легенды мирового кино“». («Культура»)[29]
- 2012 — Фильм «Анатолий Папанов. „От комедии до трагедии“» («Первый канал»)[30][31]
- 2013 — Фильм «Анатолий Папанов и Надежда Каратаева. „Больше, чем любовь“» («Культура»)[13]
- 2016 — Фильм «Анатолий Папанов. „Последний день“» («Звезда»)
- 2016 — «Анатолий Папанов. „Сегодня вечером“» Телепремьера 17.12.2016 («Первый канал»)[32]
- 2017 — Телепередача «Вокруг смеха», выпуск 42. Телепремьера 29.04.2017
- 2017 — Фильм «Анатолий Папанов. „Так хочется пожить…“» («Первый канал»)[33][34]
- 2018 — Фильм «Анатолий Папанов. „Легенды кино“» («Звезда»)[35]
- 2018 — Фильм «Анатолий Папанов. „Раскрывая мистические тайны“» («Москва 24»)[36]
- 2019 — Фильм «Анатолий Папанов. „Звёзды советского экрана“» («Москва 24»)[37]
- 2020 — Фильм «Анатолий Папанов. „Это было смешно“» («Москва 24»)[38]
- 2021 — Фильм «Анатолий Папанов. „Раскрывая тайны звёзд“» («Москва 24»)[39]
- 2022 — Фильм «Анатолий Папанов. „Тайники души“». Телепремьера 19.10.2022.
- 2022 — Фильм «Анатолий Папанов. „Такая короткая длинная жизнь“». Телепремьера 04.11.2022 («ТВ Центр»)
- 2022 — Фильм «Надо просто любить и верить». Телепремьера 06.11.2022. («Первый канал»)
- 2023 — Фильм «Они потрясли мир. Анатолий Папанов. Любовь на старость отложить нельзя». («Пятый канал»).

Другое:
- Имя актёра присвоено небесному телу — малой планете (астероиду) № 2480.
- В «Волжском пароходстве» в порядке предоставления компаниям-туроператорам эксплуатируется речной круизный трёхпалубный теплоход «Анатолий Папанов» (бывший «Константин Циолковский»), построенный по советскому проекту 588 «Родина» в ГДР в 1950-х годах.
- В 1991 году на доме, где в 1967—1987 годах жил актёр (современный адрес: Москва, ул. Спиридоновка, д. 8), установлена мемориальная доска (архитектор С. П. Хаджибаронов)[22].
- 30 октября 2012 года на родине актёра в Вязьме установлен памятник (скульптор И. Чумаков)[40].
- В городе Михайловск Ставропольского края есть улица, названная в честь артиста[41].
- Папанов в кадре из фильма «Живые и мёртвые» изображён на почтовой марке СССР 1966 года.

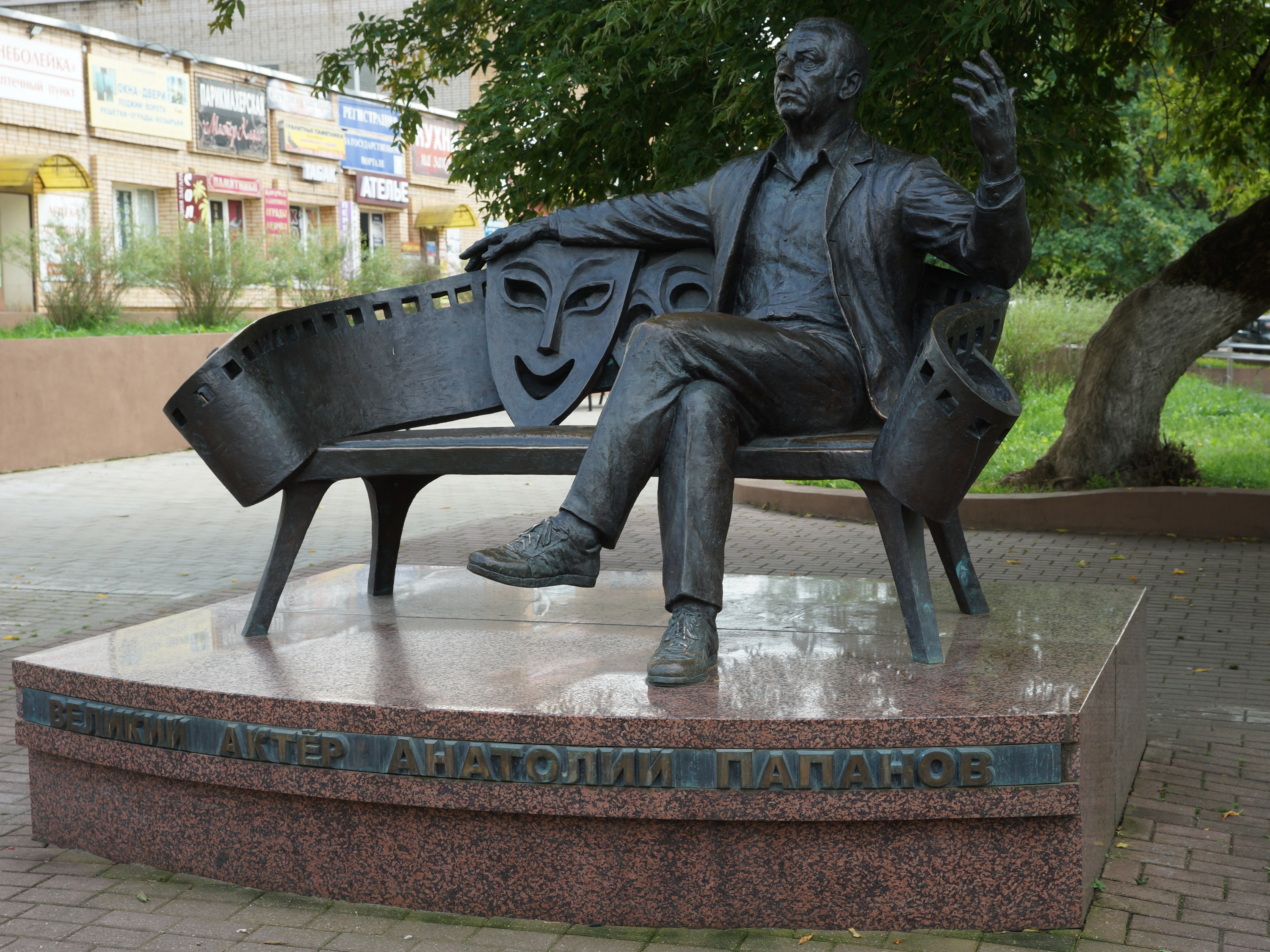
Памятник А. Д. Папанову в Вязьме
Мемориальная доска по адресу Москва, ул. Спиридоновка, д. 8
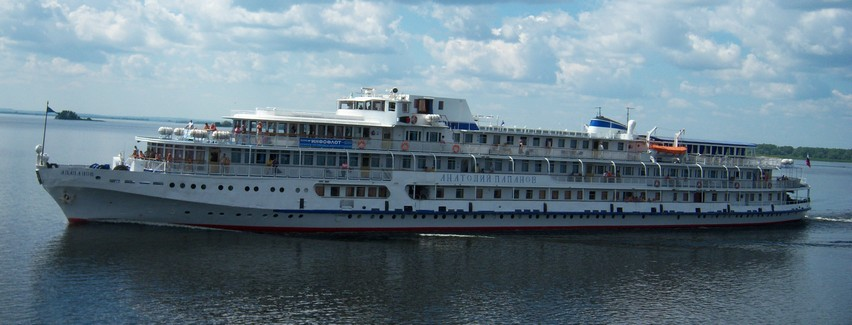
Теплоход «Анатолий Папанов»
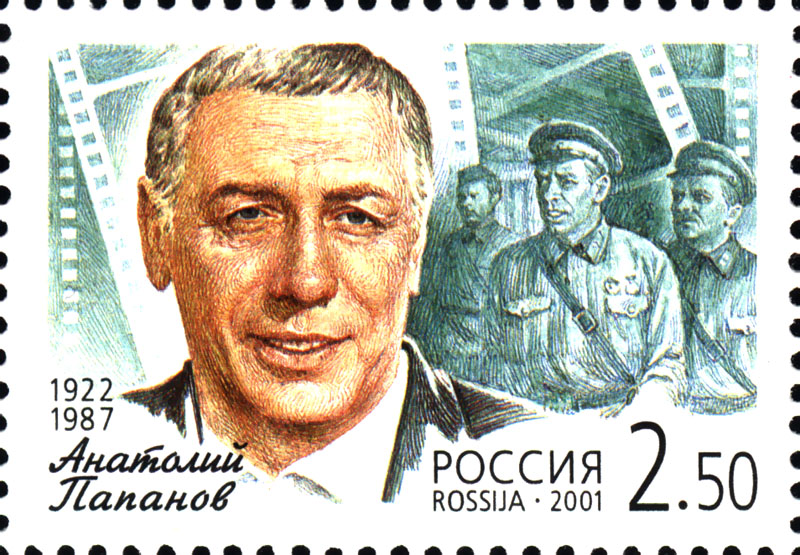
Почтовая марка России, 2001 год
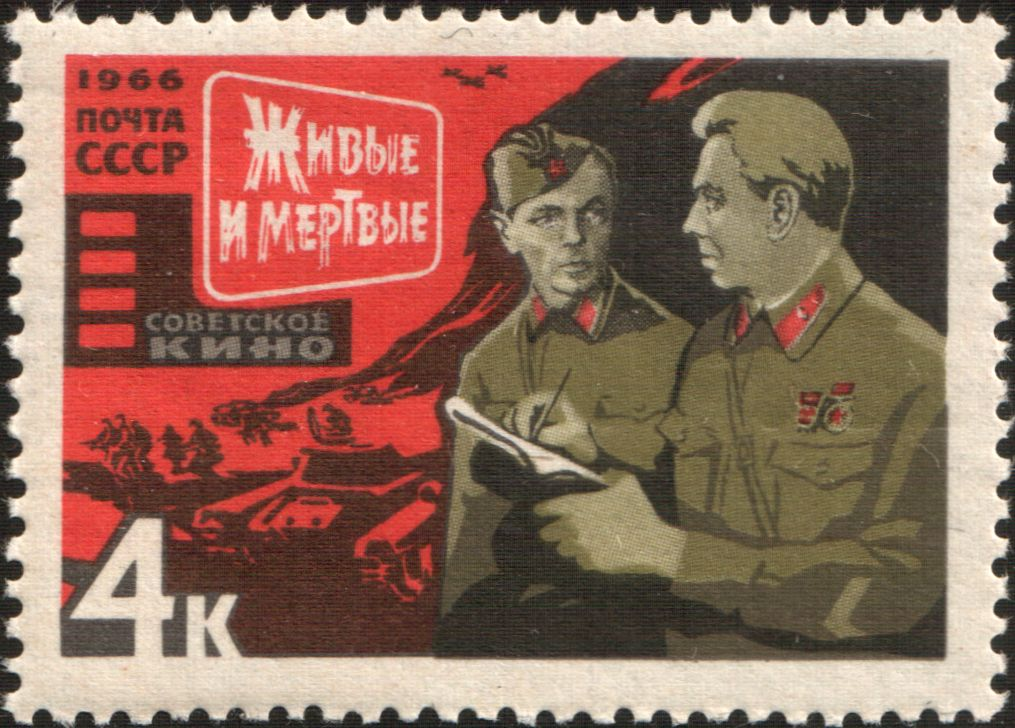
Почтовая марка СССР, 1966 г. Кадр из фильма «Живые и мёртвые».